# كول بيرجكويست
كول بيرجكويست (بالإنجليزية: Cole Bergquist)‏ هو لاعب كرة القدم الكندية أمريكي، ولد في 16 نوفمبر 1985 في سان كليمينتي في الولايات المتحدة.